# Grote Prijs Jef Scherens

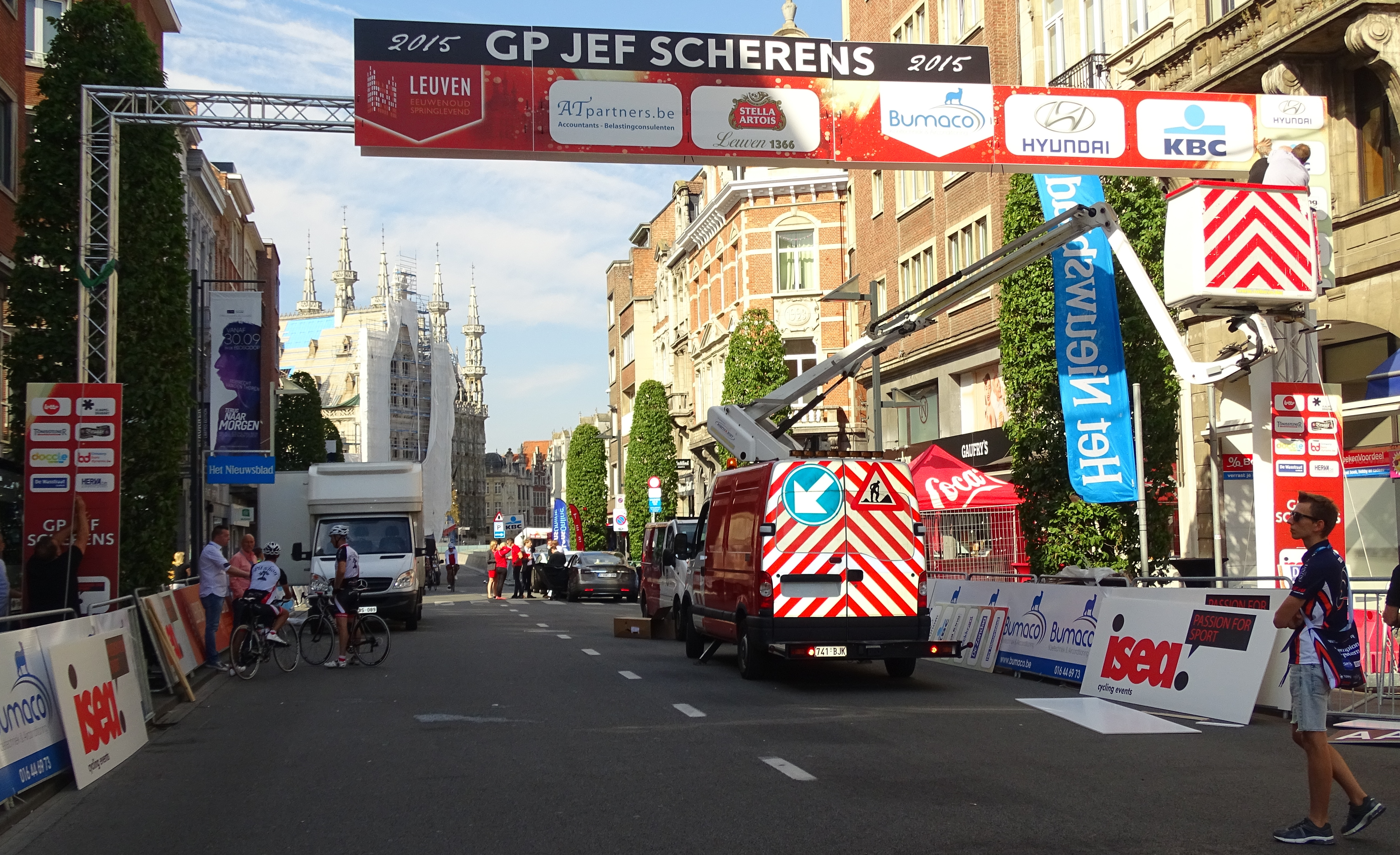
Tor für den Jef Scherens Grand Prix 2015 in Leuven, Belgien.

Der Grote Prijs Jef Scherens (kurz: GP Jef Scherens) ist ein belgisches Straßenradrennen.
Der Grote Prijs Jef Scherens ist ein Eintagesrennen, dass seit 2005 zur UCI Europe Tour zählt und in die Kategorie 1.1 eingestuft ist. Das Rennen wurde zum ersten Mal 1963 in Leuven ausgetragen und findet seitdem jährlich Anfang September statt. Es ist benannt nach dem mehrfachen Bahnweltmeister Jef Scherens. Rekordsieger ist der Belgier Frans Verbeeck, er konnte insgesamt viermal gewinnen. Als einzige Deutsche gewannen bisher Andreas Klier, Marcel Sieberg und André Greipel den Halbklassiker.

## Palmarès
| Jahr                           | Sieger                | Zweiter                | Dritter                      |
| ------------------------------ | --------------------- | ---------------------- | ---------------------------- |
| 1963                           | Marcel Vanden Bogaert | Francesco Miele        | Walter Muylaert              |
| 1964                           | Norbert Kerckhove     | André Noyelle          | Gustaf Van Vaerenbergh       |
| 1965                           | Fernand Deferm        | Eddy Merckx            | Emile Daems                  |
| 1966                           | Herman Van Springel   | Robert Lelangue        | Jos Huysmans                 |
| 1967                           | Robert Lelangue       | Herman Van Springel    | Remi Van Vreckom             |
| 1969                           | Frans Verbeeck        | Roger De Vlaeminck     | Roger Kindt                  |
| 1970                           | Frans Verbeeck        | Raf Hooyberghs         | Jozef Abelshausen            |
| 1971                           | Frans Verbeeck        | Georges Pintens        | Edward Janssens              |
| 1972                           | Gustaaf Hermans       | Willem Peeters         | Omer Meeus                   |
| 1973                           | Jan van Katwijk       | Victor Van Schil       | Théo van der Leeuw           |
| 1974                           | Freddy Maertens       | Rik Van Linden         | Frans Verbeeck               |
| 1975                           | Freddy Maertens       | Ronny Van De Vijver    | Eddy Merckx                  |
| 1976                           | Frans Verbeeck        | Etienne Van der Helst  | Walter Naegels               |
| 1977                           | Walter Planckaert     | Wilfried Wesemael      | Benny Schepmans              |
| 1978                           | Frans Van Looy        | Gustaaf Van Roosbroeck | Frank Hoste                  |
| 1979                           | Marcel Laurens        | Willy Teirlinck        | Frans Van Vlierberghe        |
| 1980                           | Ludo Delcroix         | Frans Van Looy         | Etienne Van der Helst        |
| 1981                           | Jan Raas              | Rudy Pevenage          | Sean Kelly                   |
| 1982                           | Rudy Matthijs         | Alfons De Wolf         | Ludwig Wijnants              |
| 1983                           | Adrie van der Poel    | Ronny Van Holen        | Jan Bogaert                  |
| 1984                           | Ronny Van Holen       | Jan Wijnants           | Johan Lammerts               |
| 1985                           | Jozef Lieckens        | Willem Wijnant         | Gery Verlinden               |
| 1986                           | Jozef Lieckens        | Johan Capiot           | Luc De Decker                |
| 1987                           | Ronny Van Holen       | Dirk Clarysse          | Wilfried Peeters             |
| 1988                           | Patrick Schoovaerts   | Herman Raeymaekers     | Filip Noé                    |
| 1989 - keine Austragung        |                       |                        |                              |
| 1990                           | Wilfried Peeters      | Corneille Daems        | Johan Devos                  |
| 1991                           | Wilco Zuijderwijk     | Olaf Jentzsch          | Hendrik Redant               |
| 1992                           | Hendrik Redant        | Johan Museeuw          | Olaf Ludwig                  |
| 1993                           | Frans Maassen         | Herman Frison          | Wilfried Peeters             |
| 1994                           | Mauro Bettin          | Johan Verstrepen       | Jans Koerts                  |
| 1995                           | Erik Dekker           | Frank Corvers          | Léon van Bon                 |
| 1996                           | Jans Koerts           | Andrzej Sypytkowski    | Wim Omloop                   |
| 1997                           | Stéphane Hennebert    | Anthony Rokia          | Frank Høj                    |
| 1998                           | Jo Planckaert         | Johan Verstrepen       | Raymond Meijs                |
| 1999                           | Marc Streel           | Michel Vanhaecke       | Gert Vanderaerden            |
| 2000                           | Dave Bruylandts       | Andy De Smet           | Nicki Sørensen               |
| 2001                           | Niko Eeckhout         | Bjorn Leukemans        | Geert Omloop                 |
| 2002                           | Andreas Klier         | Robert Hunter          | Léon van Bon                 |
| 2003                           | Thor Hushovd          | Roger Hammond          | Niko Eeckhout                |
| 2004                           | Allan Johansen        | Karsten Kroon          | Wouter Van Mechelen          |
| 2005                           | Joost Posthuma        | Bjorn Leukemans        | Rory Sutherland              |
| 2006                           | Marcel Sieberg        | Dirk Müller            | Sergei Sergejewitsch Lagutin |
| 2007                           | Bram Tankink          | Janek Tombak           | Frédéric Amorison            |
| 2008                           | Wouter Mol            | Janek Tombak           | Kurt Hovelijnck              |
| 2009                           | Sebastian Langeveld   | Stijn Vandenbergh      | Frédéric Amorison            |
| 2010                           | Lars Boom             | Maxime Vantomme        | Fabian Wegmann               |
| 2011                           | Jérôme Pineau         | Kenny Dehaes           | Guillaume Van Keirsbulck     |
| 2012                           | Steven Caethoven      | Stijn Neirynck         | Frédéric Amorison            |
| 2013                           | Bert De Backer        | Sep Vanmarcke          | Jasper Stuyven               |
| 2014                           | André Greipel         | Tom Van Asbroeck       | Danny van Poppel             |
| 2015                           | Bjorn Leukemans       | Dimitri Claeys         | Mark McNally                 |
| 2016                           | Dimitri Claeys        | Pim Ligthart           | Roman Maikin                 |
| 2017                           | Timothy Dupont        | Kenny Dehaes           | Justin Jules                 |
| 2018                           | Jasper Stuyven        | Jonas Van Genechten    | Timothy Dupont               |
| 2019                           | Niccolò Bonifazio     | Hugo Hofstetter        | Timothy Dupont               |
| 2020 - abgesagt wegen Covid-19 |                       |                        |                              |
| 2021                           | Niccolò Bonifazio     | Nacer Bouhanni         | Gianni Vermeersch            |
| 2022                           | Victor Campenaerts    | Zdeněk Štybar          | Alexander Kristoff           |
| 2023                           | Arnaud De Lie         | Stan Van Tricht        | Axel Laurance                |
| 2024                           | Markus Hoelgaard      | Mike Teunissen         | Milan Menten                 |